# Norfolk Coast (album)
Norfolk Coast – piętnasty studyjny album zespołu The Stranglers, wydany 16 lutego 2004 roku, nakładem wydawnictwa Roadrunner Records. Producentami płyty byli Mark Wallis i David Ruffy. Album zajął 70. miejsce na brytyjskiej liście sprzedaży UK Albums Chart.

## Utwory
1. „Norfolk Coast” – 3:44
2. „Big Thing Coming” – 3:00
3. „Long Black Veil” – 4:01
4. „I've Been Wild” – 2:43
5. „Doutch Moon” – 3:56
6. „Lost Control” – 3:29
7. „Into the Fire” – 4:12
8. „Tucker's Grave” – 5:57
9. „I Don't Agree” – 3:21
10. „Sanfte Kuss” – 2:23
11. „Mine All Mine” – 3:11

## Single z albumu
- „Big Thing Coming” UK # 31[4]
- „Long Black Veil” UK # 51[5]

## Muzycy
- Jean-Jacques Burnel – gitara basowa, śpiew
- Paul Roberts  – śpiew, perkusja
- Baz Warne – gitara, śpiew
- Dave Greenfield – instrumenty klawiszowe, śpiew
- Jet Black – perkusja, bębny